# 贝壳美丽海葵
贝壳美丽海葵（学名：Calliactis conchicola）为链索海葵科美丽海葵属的动物。分布于新西兰以及南海西沙群岛等，常固着于寄居蟹宿居的螺壳上。